# Battaglia di Negapatam (1758)
La battaglia di Negapatam  fu una battaglia non decisiva combattuta tra uno squadrone inglese ai comandi del viceammiraglio George Pocock e uno squadrone francese ai comandi del Comte d'Aché al largo della costa indiana nei pressi di Negapatam durante la guerra dei sette anni. La battaglia ebbe luogo il 3 agosto 1758.